# جروم سینکلر
جروم سینکلر (انگلیسی: Jerome Sinclair؛ زاده ۲۰ سپتامبر ۱۹۹۶) یک بازیکن فوتبال است.
او زمانی که در لیورپول توپ می‌زد به عنوان جوان ترین بازیکن تاریخ لیگ جزیره با ۱۵ سال سن رسید اما نداشتن پشتکار باعث شد دیگر در سن ۲۳ سالگی دیگر هیچ تیمی به دنبال او نباشد و به تدریج فوتبال را کنار بگذارد.

او در حال حاضر صاحب یک سوخاری فروشی در انگلیس است
او پس از حضور در بیرمنگام سیتی در آکسفورد یونایتد و ساندرلند و زسکا صوفیه نیز توپ زد 
او همچنین سابقه قهرمانی جام حذفی بلغارستان رو دارد